# Radio Lupo Solitario
(Spot di Radio Lupo Solitario)
Radio Lupo Solitario era un'emittente radiofonica regionale privata con sede a Samarate (VA), nata nel 1969 come "radio freccia", giusto per passare un'estate tra amici, diversa dal solito. Nel 1979 il progetto di questi ragazzi universitari, diventò realtà ufficiale. Da lì a poche settimane, la radio ottenne un numero di ascoltatori sempre in crescendo, fino ad arrivare nel 1994 a finire sulla classifica di Tv Sorrisi e Canzoni, come 15ª emittente del nord Italia, con 150.000 ascoltatori medi giornalieri. Fu il momento di apice della sua popolarità e grazie a numerosi dj che militano tra le sue "note" radiofoniche, rimarrà un faro portante per molti giovani per un paio di decenni. Fu un'emittente indipendente, basata sul suo claim musicale rock ed affini. Collaborava con molti locali lombardi. Era specializzata in musica soft rock, rock, metal, alternative rock/metal, punk, reggae e hip hop. A causa di molteplici vicissitudini che l'hanno colpita, ha potuto trasmettere solo in streaming su internet dall'APP "Radio Lupo Solitario" disponibile dall'estate 2016 per i dispositivi Android e IOS e non più attiva da ottobre 2022.
La radio quando trasmetteva in FM era raggiungibile sulle frequenze FM 90.700 nelle zone di Varese, Alto Milanese, Pavia, Como, sfiorando anche il Piemonte, la Liguria e la Svizzera italiana (Chiasso - Mendrisio).
La radio ha lanciato diversi gruppi varesini e lombardi che in seguito hanno avuto un discreto successo anche a livello nazionale, tra cui: Abnegate, P.A.Y., le Pornoriviste, gli Skruigners, i Punkreas, i Movida, i Bluvertigo, i Dhamm, e molti altri.
Da ottobre 2022, per cause non chiare e non rese pubbliche, l'emittente non trasmette più nemmeno in streaming e non è più attiva.
Ha visto passare dai propri microfoni djs importanti, tra i quali spicca il nome di Max Brigante, ora a Radio105.
Dal 2008 fino alle ultime trasmissioni del 2022, in collaborazione con il collettivo di Djtribù, diventò la radio ufficiale della Pallacanestro Varese e trasmetteva in diretta tutti gli incontri di coppa e campionato.
Dall'ottobre 2009 al giugno 2011 è stata la radio ufficiale della Pallanuoto Yamamay Varese di serie A1 femminile.
Sempre sotto la Proprietà di Eliseo Sanfelice, dal 2007 fu gestita sia artisticamente che commercialmente da Miki Squillante e Giorgio Fioretti, 2 djs facenti parte della "vecchia Guardia" del 1994.
Nel suo periodo di massimo successo (seconda metà degli anni '90) la radio rappresentava un vero e proprio progetto di divulgazione musicale e di creazione di una community di ascoltatori. Trasmetteva sulla frequenza in FM 90.700 MHz.
Rispetto alla molto più ricca e blasonata emittente milanese "Rock FM" (con la quale NON contendeva territori di ascolto), Radio Lupo Solitario preservava il fascino di essere l'evoluzione di una radio pirata, le cui frequenze non sempre erano raggiungibili senza interferenze (quasi da essere un privilegio per molti il fatto di poter godere di una buona ricezione).
Molti erano gli eventi sponsorizzati (specialmente in collaborazione con la discoteca "Nautilus" di Cardano al Campo (VA) ) ed elevatissimo il contenuto di interazione col pubblico. 
Non era affatto difficile incontrare nei locali del varesotto ed alto milanese ascoltatori e Dj's che seguivano gli eventi tematici promossi nei vari locali o feste, da quest'ultimi. Alcune trasmissioni passate in onda come quelle condotte dal Dj Ariel (Daniele Vaschi), nella fascia pomeridiana da lunedì a venerdì, proponevano scenette radiofoniche dove alcuni fedeli ascoltatori avevano un nickname distintivo e inventavano gag con la complicità dello stesso Dj.
La radio all'epoca fu un vero e proprio "megafono divulgativo" del florido panorama rock sia italiano (fino a giungere al livello locale-provinciale) che internazionale; spaziando dall'heavy metal al grunge, fino ad arrivare al reggae, punk e tutte le sfaccettature del rock e della musica strumentale che ha segnato gli anni futuri e che fu simbolo dei '90s.

## Palinsesto
Nel palinsesto di Radio Lupo Solitario erano presenti sia programmi tematici musicali che programmi di intrattenimento tra i quali:
- La Vita L'è Bela condotto da Miki Squillante
- Wolf History condotto da Ice dj e Giorgio Fioretti
- WolfTrips con Domenico Biancardi
- Hot Pot con Jason, Hobbeat, Giuseppe e Max
- WOW Che Blues Da Sogno con Falcon Merlino e "Mattia alla regia"
- The Family Wolf con Italo e Alessia
- Quando uno più uno fa meno di zero con Dj Ariele e Vulvino
- Talkin' Tortuga con Dj Vectro
- Metal Thrashing Mad con Roby e Micky